# Steven Pelé
Steven Robert Pelé (n. 28 august 1981, Brou-sur-Chantereine, Franța) este un fotbalist aflat sub contract cu U Cluj.

## Legături externe
- Profil L´Equipe
- Profil Profil Soccerway Arhivat în 17 noiembrie 2015, la Wayback Machine.